# Tornolo
Tornolo (pronuncia Tórnolo, AFI: /ˈtornolo/; Tùrneru in ligure e Tornol in dialetto parmigiano) è un comune italiano di 860 abitanti della provincia di Parma. È il comune dell'Emilia-Romagna più vicino al mar Ligure, la frazione di Santa Maria del Taro si trova solo a 35 km dal mare.

## Geografia fisica

### Territorio

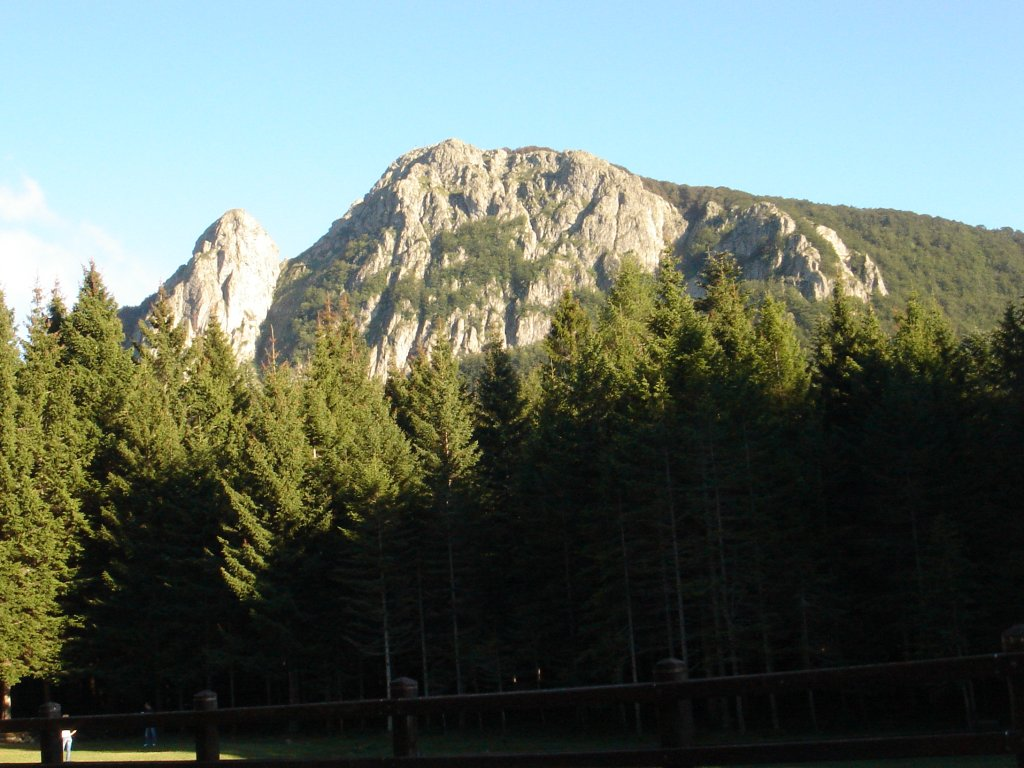
Il Monte Penna, la vetta più alta del territorio comunale

Il comune di Tornolo si trova in Val di Taro a circa 90 km da Parma. Il territorio comunale si sviluppa attorno al fiume Taro comprendendone anche le sorgenti poste sul versante meridionale del monte Penna, poco a nord dell'abitato di Santa Maria del Taro. Il fiume ha sempre rivestito un ruolo di primaria importanza nell'economia del territorio non solo per la pesca, ma anche perché fornisce elettricità. I rami sorgentizi del fiume Taro, infatti, alimentano un bacino che fornisce l'acqua tramite condotte forzate alla centrale idroelettrica di Strinabecco, attiva già dal lontano 1919.

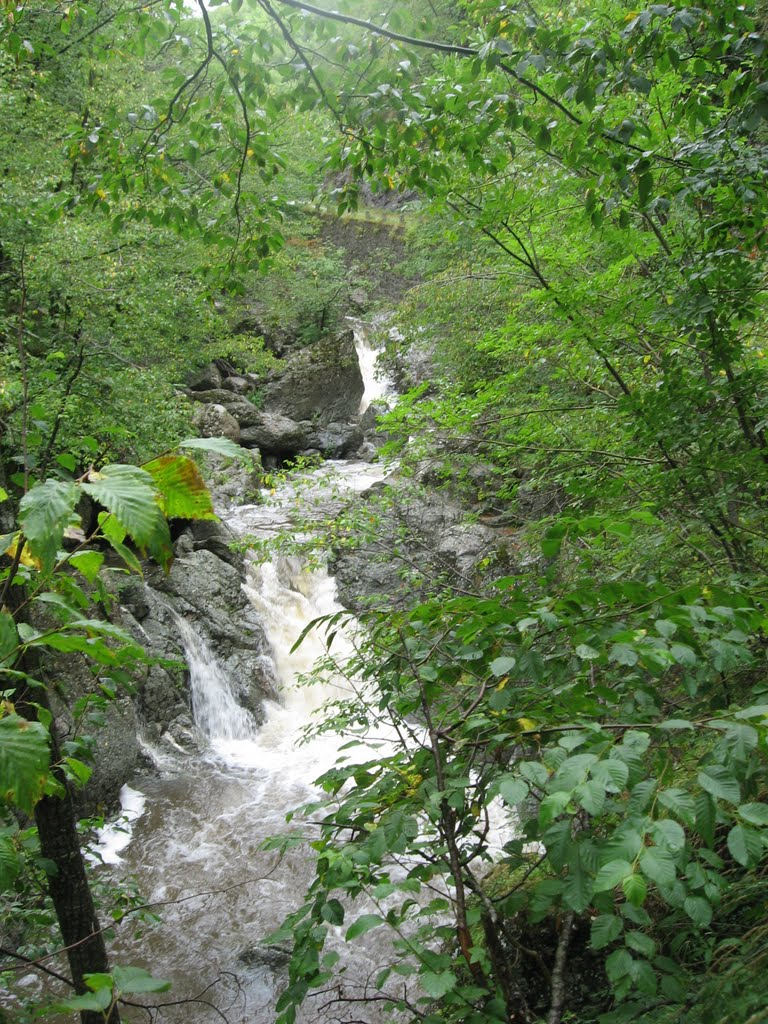
Fiume Taro a monte di Santa Maria

Interamente montuoso il territorio presenta escursioni altrimetriche considerevoli, passando dai 475 m s.l.m. lungo il fiume Taro al confine con il comune di Bedonia ai 1 735 m s.l.m. della vetta del monte Penna, con un'escursione di 1 260 metri complessivi. Il capoluogo è posto a un'altitudine di 620 m s.l.m. in posizione panoramica poco a sud del fiume Taro.
La forma del territorio comunale è particolare ricordando le ali di farfalla: la parte a est comprende il capoluogo e le frazioni di Tarsogno e Casale Val Taro, mentre la parte a ovest, al confine con la città metropolitana di Genova, la frazione di Santa Maria del Taro. Il punto di minima larghezza del comune coincide con la porzione di territorio dove il confine provinciale e regionale abbandona il crinale per attestarsi sul fiume Taro.
Il territorio è in larga parte coperto di boschi, lasciando spazio al coltivo solo in prossimità dei centri abitati e alle quote inferiori. Tornolo fa parte della Comunità Montana Valli del Taro e del Ceno insieme ad altri comuni parmensi e fa parte dell'itinerario gastronomico della Strada del Fungo Porcino di Borgotaro. Il comune confina a nord con i comuni parmensi di Bedonia e Compiano, a est con il comune di Albareto, a sud con il comune di Varese Ligure, situato in provincia di La Spezia, e con i comuni appartenenti alla città metropolitana di Genova di Borzonasca e Mezzanego, mentre a ovest confina con il territorio di Santo Stefano d'Aveto.

### Clima
Situato nell'alta Val di Taro, il comune di Tornolo gode di un clima caldo e temperato caratterizzato da inverni piuttosto rigidi ed estati calde. La temperatura media annua è di circa 11,3 °C, il mese più caldo è luglio con una media di 20,7 °C, il più freddo gennaio dove in media si hanno 2,2 °C.
La piovosità media annua si attesta intorno agli 913 mm, le precipitazioni più intense avvengono in autunno, soprattutto in ottobre e novembre, mentre il periodo più secco è l'estate anche se l'orografia e la posizione del territorio è tale da garantire anche nei mesi estivi una discreta piovosità.
Di seguito si riporta una tabella riassuntiva dei principali dati meteorologici:
| Mese                | Mesi | Mesi | Mesi | Mesi | Mesi | Mesi | Mesi | Mesi | Mesi | Mesi | Mesi | Mesi | Stagioni | Stagioni | Stagioni | Stagioni | Anno |
| Mese                | Gen  | Feb  | Mar  | Apr  | Mag  | Giu  | Lug  | Ago  | Set  | Ott  | Nov  | Dic  | Inv      | Pri      | Est      | Aut      | Anno |
| ------------------- | ---- | ---- | ---- | ---- | ---- | ---- | ---- | ---- | ---- | ---- | ---- | ---- | -------- | -------- | -------- | -------- | ---- |
| T. max. media (°C)  | 5    | 6,8  | 10,2 | 14,3 | 18,3 | 22,3 | 25,4 | 24,7 | 21,2 | 15,8 | 10,4 | 6,4  | 6,1      | 14,3     | 24,1     | 15,8     | 15,1 |
| T. media (°C)       | 2,2  | 3,5  | 6,6  | 10,2 | 14,1 | 17,8 | 20,7 | 20,1 | 17,1 | 12,4 | 7,6  | 3,7  | 3,1      | 10,3     | 19,5     | 12,4     | 11,3 |
| T. min. media (°C)  | −0,6 | 0,3  | 3,0  | 6,2  | 10,0 | 13,4 | 16,0 | 15,6 | 13,1 | 9,1  | 4,5  | 1,1  | 0,3      | 6,4      | 15,0     | 8,9      | 7,6  |
| Precipitazioni (mm) | 71   | 64   | 70   | 76   | 74   | 49   | 42   | 63   | 83   | 122  | 113  | 86   | 221      | 220      | 154      | 318      | 913  |

- Classificazione climatica: zona F, 3251 GG[10]
- Classificazione sismica: zona 2, secondo la classificazione sismica della protezione civile del marzo 2015.[12]

## Origini del nome
L'origine del toponimo non è del tutto chiarita, una prima ipotesi avanzata da alcuni studiosi è che il nome derivi dal latino turnus cioè tornio, secondo altri invece è più verosimile che il nome derivi dal medioevale turna, indicante un'unità di misura o addirittura dal termine torno indicante una collina dolce dalla forma tondeggiante.

## Storia
Occupato da insediamenti dei Liguri in epoca preromana, il territorio di Tornolo viene menzionato per la prima volta nell'XI secolo, in occasione della donazione del feudo da parte del vescovo di Piacenza alla chiesa di San Savino. Nei secoli successivi numerose famiglie vantarono diritti sul territorio: i Malaspina, i Fieschi e infine i Landi i quali lo incorporarono nello Stato Landi seguendone il destino quando nel 1682 fu ceduto da Andrea III Doria Landi ai Farnese. Dal 1682 in poi Tornolo condivise le sorti del Ducato di Parma e Piacenza del quale era entrato a far parte.

### Simboli
Lo stemma e il gonfalone sono stati concessi con DPR del 2 novembre 1964.
Le figure nello scudo alludono alle famiglie che dominarono il paese in passato: la banda rosso-argento deriva dal blasone dei Luxardo (o Luxardi e Lusardi), le spighe dallo stemma dei Granello e le tre corone da quello dei Franchi di Genova.
 Il capo dell'Impero ricorda come il feudo appartenne sempre a famiglie della fazione ghibellina.
Il gonfalone è un drappo di azzurro.

## Monumenti e luoghi d'interesse

### Architetture religiose

#### Chiesa di San Bernardino da Siena

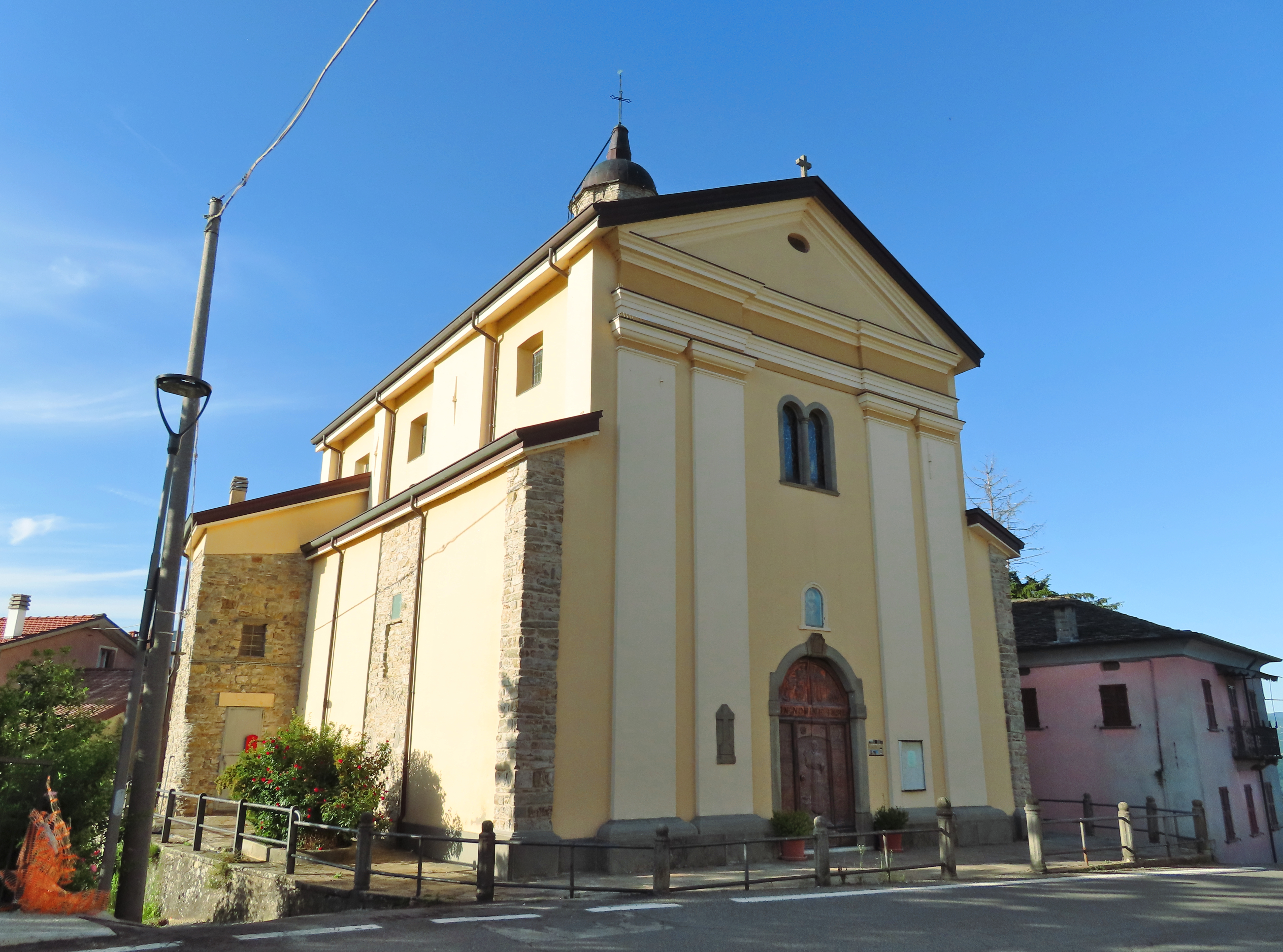
Chiesa di San Bernardino da Siena

Edificata originariamente in epoca medievale, la chiesa fu completamente ricostruita in stile barocco nel XVII secolo; arricchita del campanile intorno alla metà del XVIII secolo e della facciata neoclassica nel 1804, fu interamente restaurata nel 2006; al suo interno il luogo di culto è ornato con affreschi e pregevoli stucchi, tra cui in particolare quelli della terza cappella di sinistra raffiguranti i Misteri del Rosario, risalenti all'incirca alla fine del XVII secolo o agli inizi del XVIII.

#### Santuario della Madonna del Carmine

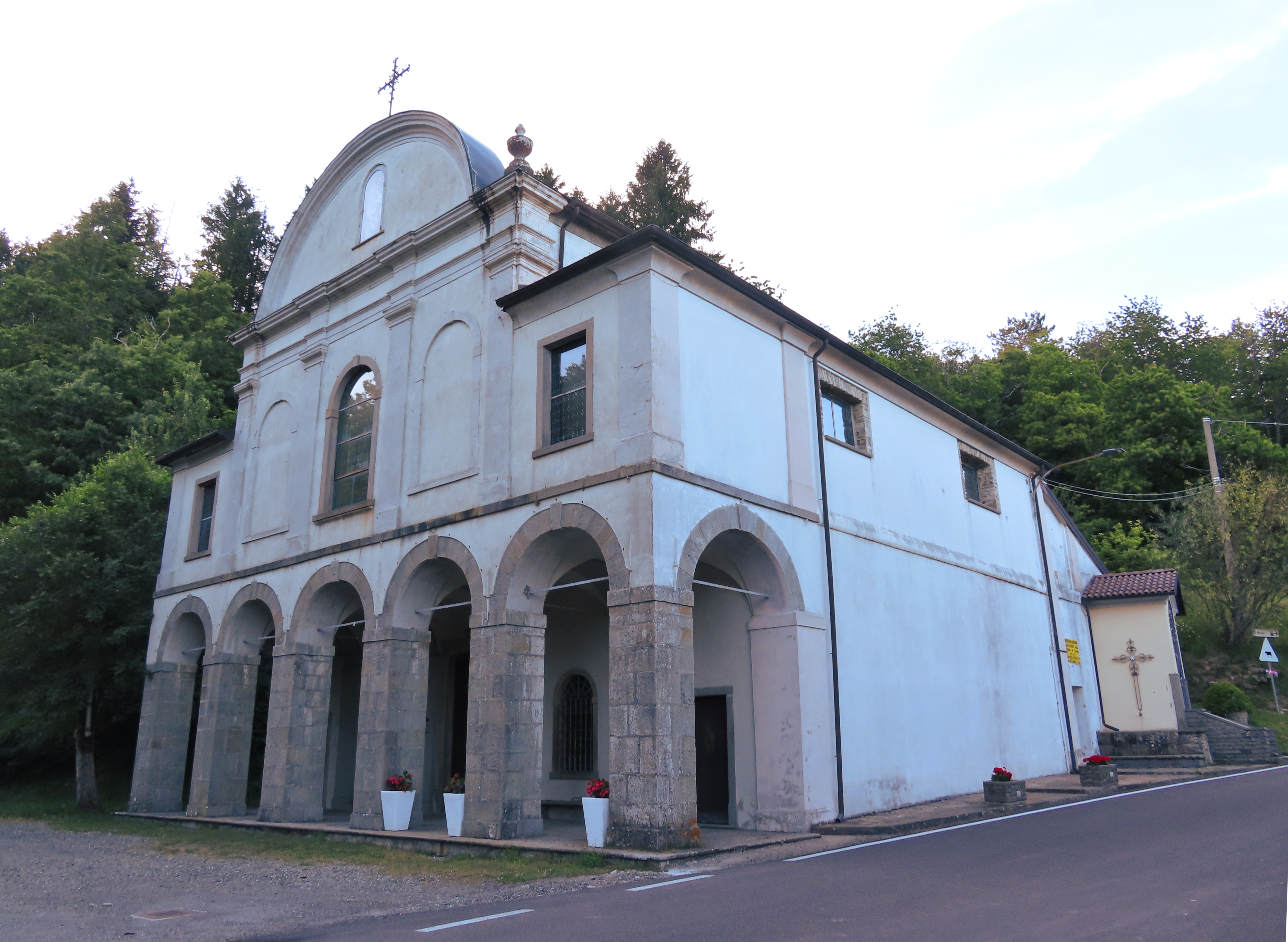
Santuario della Madonna del Carmine

Edificato a Tarsogno a partire dal 1833 sui resti di una cappella dedicata alla Madonna delle Grazie, il santuario neoclassico fu completato nel 1870 con la costruzione del portico antistante alla facciata e riccamente decorato nel 1933 in occasione del centenario della sua fondazione; al suo interno la struttura conserva i grandi affreschi novecenteschi dipinti da Luciano Ricchetti; nella cappellina esterna è ospitato un antico bassorilievo in marmo bianco di Carrara, dipinto con l'effigie della Madonna del Carmelo realizzata da Giuseppe Girardi, detto Giroldi.

#### Santuario della Natività di Maria Vergine

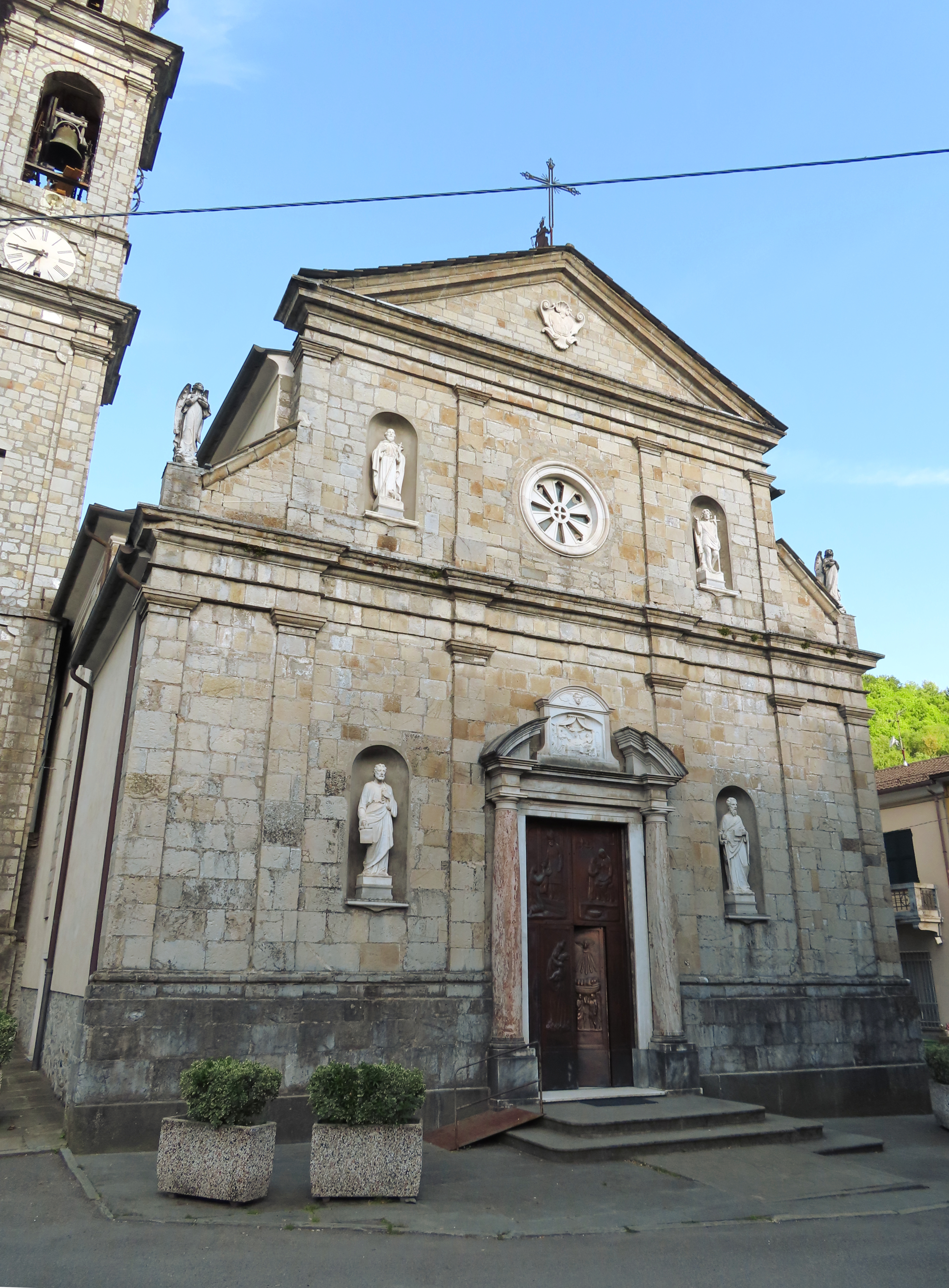
Santuario della Natività di Maria Vergine

Edificato originariamente nell'VIII secolo dai monaci dell'abbazia di San Colombano di Bobbio, il luogo di culto di Santa Maria del Taro fu completamente ricostruito prima del 1150; elevato a santuario nel 1259, fu restaurato tra il 1393 e il 1399; affidato in gestione nel 1536 al clero secolare, fu abbattuto e riedificato in stile barocco tra il 1807 e il 1834 e arricchito del campanile tra il 1837 e il 1843; decorato con quattro statue in marmo nella facciata, il tempio è ornato internamente con affreschi realizzati nel 1945 da Romeo Muse; l'edicola sull'altare maggiore accoglie una statuetta tardo-quattrocentesca raffigurante la Madonna col Bambino, donata secondo la tradizione dalla santa Caterina Fieschi Adorno.

#### Oratorio di San Rocco a Tornolo

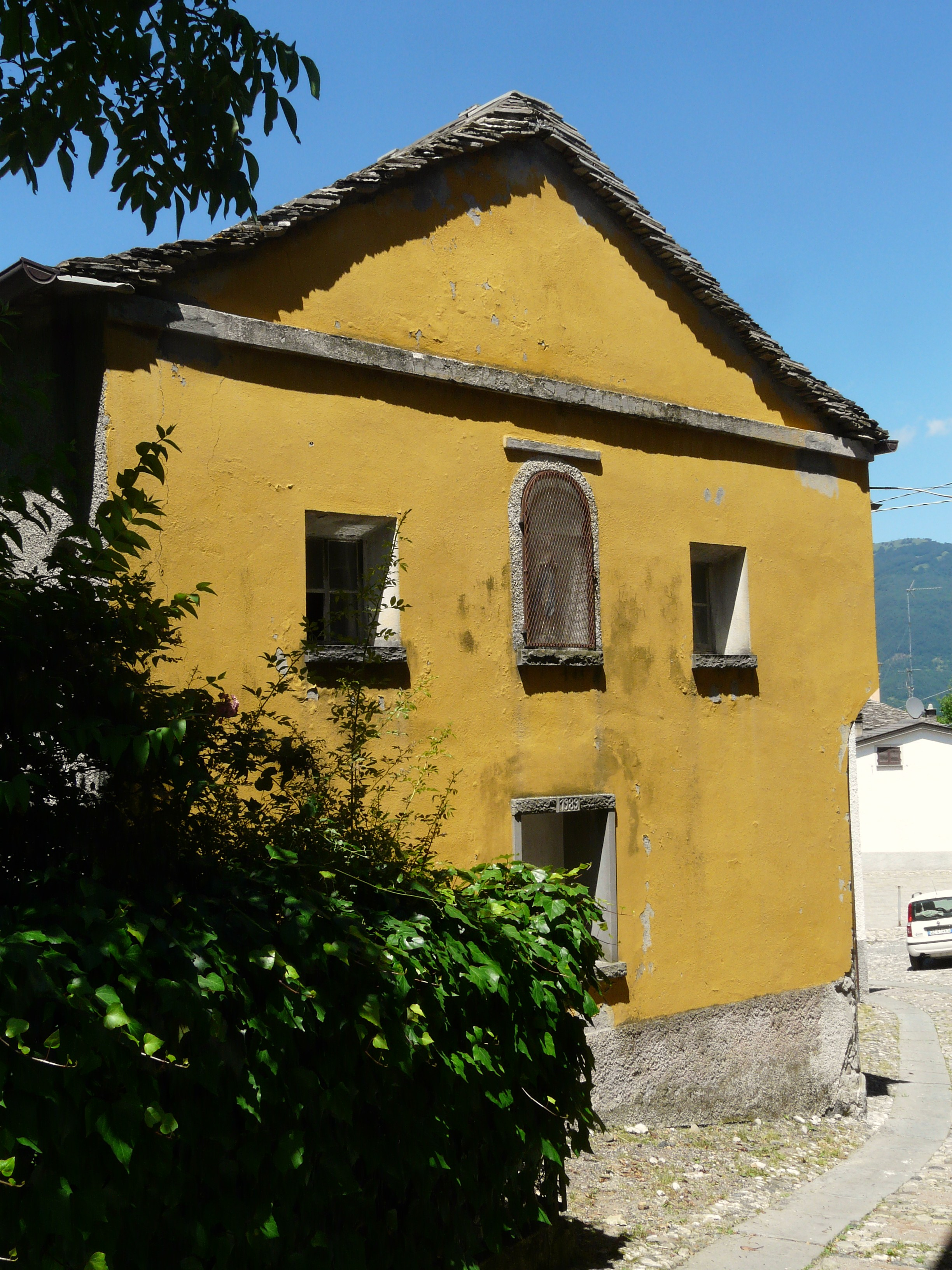
Oratorio di San Rocco a Tornolo

Costruito probabilmente intorno alla metà del XVI secolo per volere di una confraternita, il piccolo oratorio rinascimentale fu internamente restaurato nel 2005; l'edificio conserva l'altare maggiore con ancona barocca.

#### Oratorio di San Rocco a Tarsogno

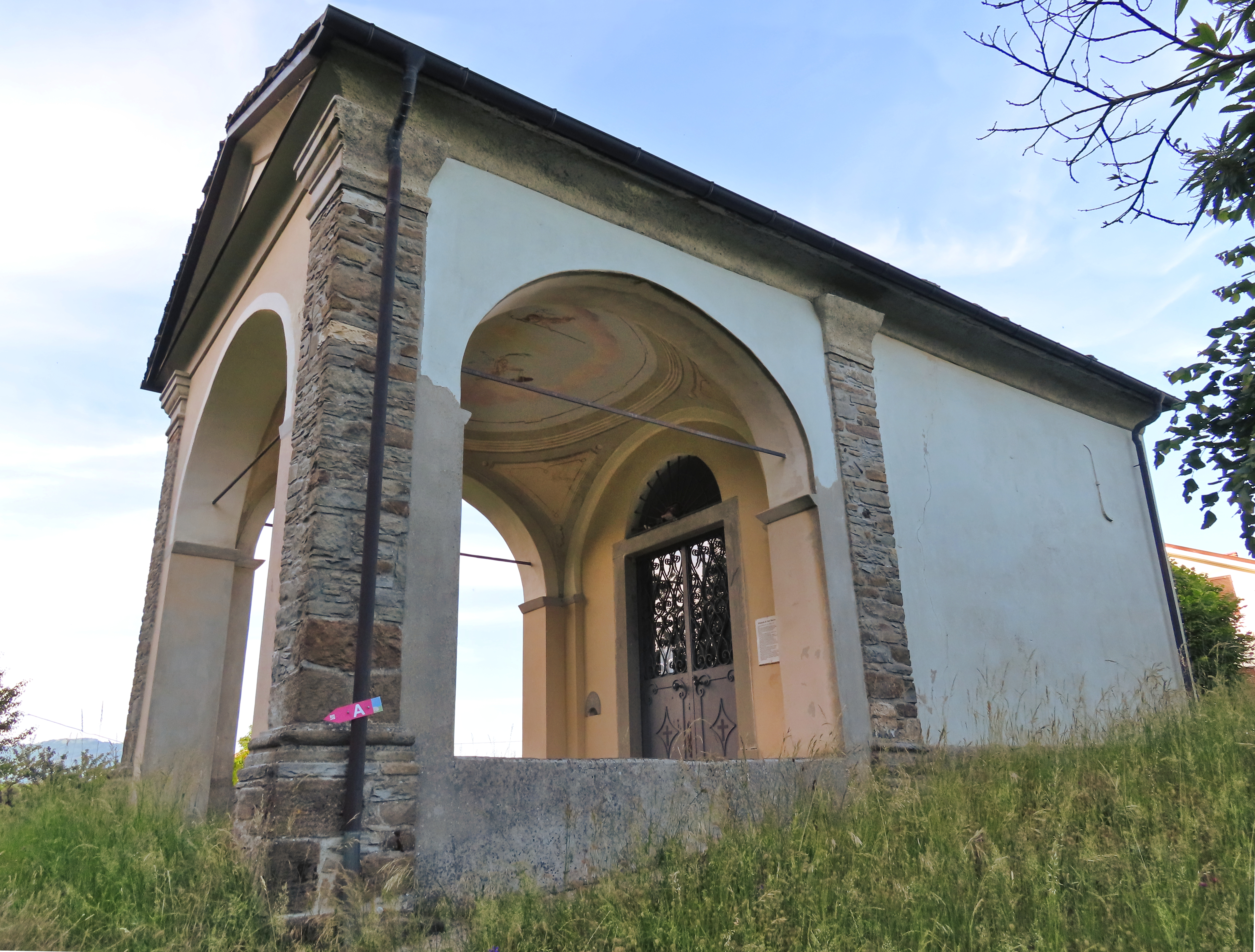
Oratorio di San Rocco a Tarsogno

Edificato a Tarsogno nel 1634 in segno di ringraziamento per la fine della peste del 1630, il piccolo oratorio fu arricchito con un ampio porticato neoclassico nel 1867; al suo interno è collocato l'altare maggiore con ancona barocca, contenente una nicchia con la statua di San Rocco.

### Altro

#### Ponte dei Priori

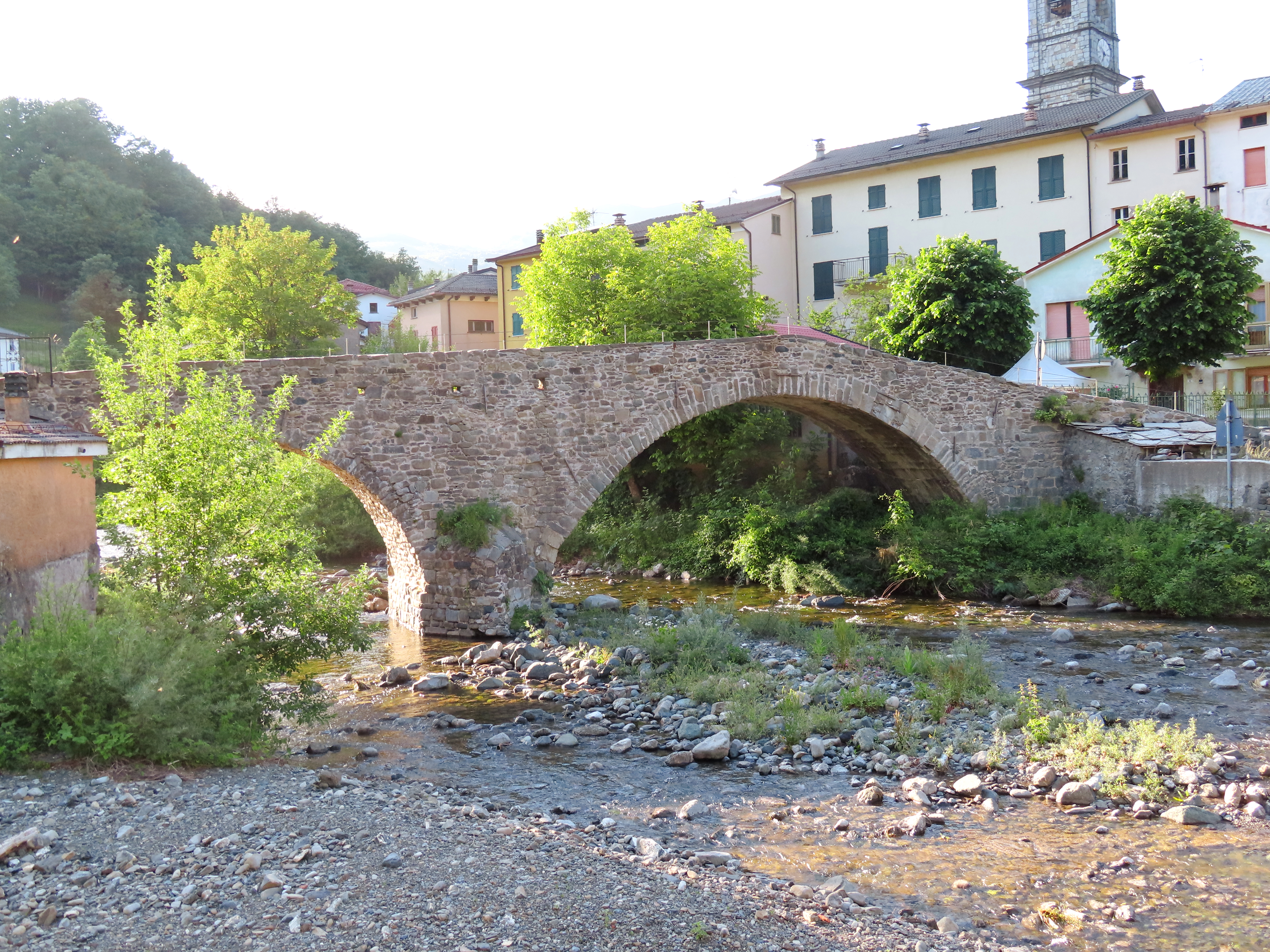
Ponte dei Priori

Il ponte dei Priori è un ponte in pietra sul fiume Taro costruito nella località di Santa Maria. Di origini medioevali consta di due arcate in pietra e di un pilone centrale rinforzato con bastioni a forma di triangolo. È situato appena a monte della confluenza nel fiume Taro del suo primo affluente: il torrente Tarola. Il ponte, soggetto alle piene rovinose del fiume, è stato più volte ristrutturato, già nel 1765 il priore Ferioli si prodigava nell'interesse degli abitanti affinché la seconda arcata del ponte venisse restaurata. L'ultimo intervento di consolidamento è stato realizzato nel 2010.

## Società

### Evoluzione demografica
Abitanti censiti

### Etnie e minoranze straniere
Secondo i dati ISTAT al 31 dicembre 2014 la popolazione straniera residente era di 25 persone, pari al 2,47% della popolazione comunale. Le nazionalità sono complessivamente 7; quelle maggiormente rappresentate in base alla loro percentuale sul totale della popolazione residente erano:
- Romania, 11 - 1,08%
- Moldavia, 6 - 0,59%

## Cultura

### Istruzione
Tornolo possiede due scuole dell'infanzia, collocate nelle frazioni di Santa Maria del Taro e Tarsogno e tre scuole primarie delle quali 2, situate a Santa Maria e l'altra a Tarsogno.

### Biblioteche
Nel comune di Tornolo è presente anche una biblioteca.

## Geografia antropica

### Frazioni
Nel territorio insistono quattro località principali: il capoluogo, Casale Valtaro, Santa Maria del Taro e Tarsogno, a loro volta centri di aggregazione di altre località minori. Nello specifico afferiscono: 
- al capoluogo: Barca, Marzuola e Santa Lucia;
- a Tarsogno: Boresasco e Ravezza;
- a Casale Valtaro: Isorelli, Pontestrambo, Vannini, Truffelli, Mantegari, Brigati, Berni, Carmeli e Overara;
- a Santa Maria del Taro: Campeggi, Case Belloni, Case Fazzi, Case Lasine, Casello, Casoni, Cerosa, Codorso, Giungareggio, Grondana (Case Massi, Case Meschi, Case Torri, Pianazzo), Menta, Morgallo, Pianlavagnolo, Sbarbori, Squeri e Vallombraria.

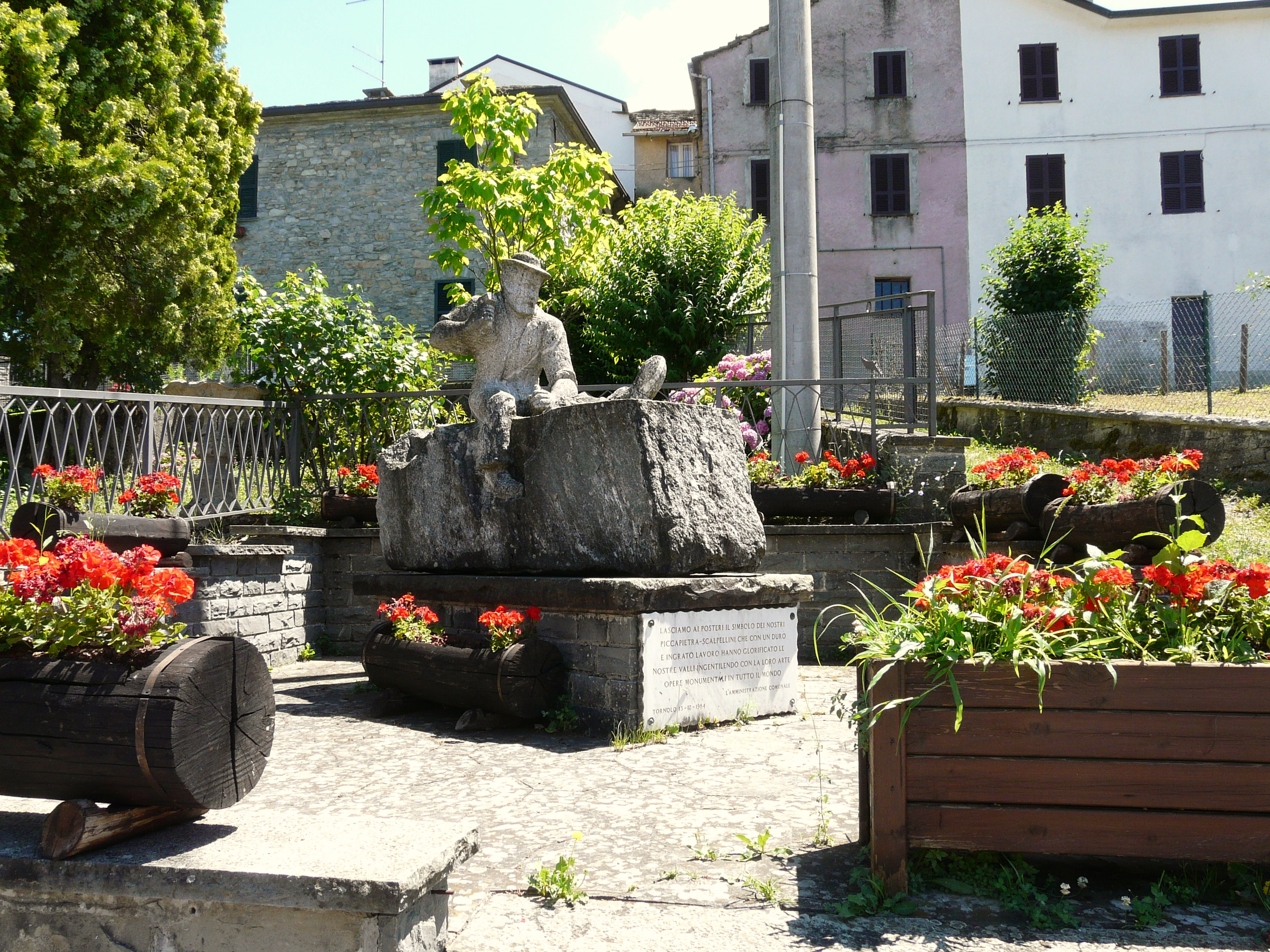
Monumento agli scalpellini, tradizione artigianale del passato che prosegue ancora oggi

## Economia
L'economia del territorio si fonda sull'agricoltura che prevalentemente produce foraggi, frumento e cereali e sulla zootecnia dove prevalgono gli allevamenti di bovini e quelli avicoli. Il settore secondario si basa su imprese che lavorano nell'ambito delle costruzioni e nel settore alimentare, mentre nel manifatturiero è degna di menzione una storica fabbrica di sedie e nell'artigianato la lavorazione della pietra.
Il settore terziario si compone di attività di servizio e distribuzione, compreso quello bancario e farmaceutico, sufficiente per i fabbisogni della popolazione locale mentre per quanto concerne il turismo, Tornolo possiede strutture ricettive adatte alla ristorazione e al soggiorno.

## Infrastrutture e trasporti

### Strade
Le strade principali che attraversano il territorio sono due: la SP3 di Borgonovo che mette in comunicazione Campi d'Albareto col confine ligure costeggiando il Taro, e la SP523 del Colle di Centocroci da Sestri Levante a Berceto.

## Amministrazione
Di seguito è presentata una tabella relativa alle amministrazioni che si sono succedute in questo comune.
| Periodo        | Periodo        | Primo cittadino          | Partito                                                                                | Carica  | Note   |
| -------------- | -------------- | ------------------------ | -------------------------------------------------------------------------------------- | ------- | ------ |
| 23 giugno 1985 | 16 giugno 1990 | Ferruccio Ferrari        | Democrazia Cristiana                                                                   | Sindaco | [ 36 ] |
| 21 giugno 1990 | 24 aprile 1995 | Sergio Squeri            | Democrazia Cristiana                                                                   | Sindaco | [ 36 ] |
| 24 aprile 1995 | 14 giugno 1999 | Sergio Squeri            | Partito Popolare Italiano                                                              | Sindaco | [ 36 ] |
| 14 giugno 1999 | 14 giugno 2004 | Alessandro Cardinali     | lista civica                                                                           | Sindaco | [ 36 ] |
| 14 giugno 2004 | 8 giugno 2009  | Alessandro Cardinali     | lista civica                                                                           | Sindaco | [ 36 ] |
| 8 giugno 2009  | 26 maggio 2014 | Maria Cristina Cardinali | lista civica                                                                           | Sindaco | [ 36 ] |
| 26 maggio 2014 | 27 maggio 2019 | Maria Cristina Cardinali | lista civica: "Per Tornolo"                                                            | Sindaco | [ 36 ] |
| 27 maggio 2019 | in carica      | Renzo Lusardi            | lista di centro-destra: Lega Salvini premier, Fratelli d'Italia, Forza Italia e civica | Sindaco | [ 36 ] |

## Sport
Calcisticamente, la formazione della frazione di Santa Maria del Taro gioca in Liguria.
Ribattezzata più volte, col nome di "Santa Maria Taro e San Salvatore" giocò in Promozione Liguria nel 2011-2012, dopo esser stata promossa nel 2010 dalla Prima Categoria Liguria; ribattezzata nuovamente in "Monte Penna", fu retrocessa l'anno seguente e fu infine sciolta nel 2015; fu rifondata nel 2018 col nome di A.S.D. Santa Maria del Taro e milita nel campionato di Seconda Categoria del girone di Chiavari (Liguria).
Esisteva anche una formazione calcistica, ormai defunta, che si basava a Tarsogno chiamata "A.S.D. Spirito Tarsogno". La sezione giovanile ha cessato attività negli anni 2018 mentre la prima squadra nel 2023.